# 트로피코 6
《트로피코 6》(Tropico 6)는 트로피코 시리즈의 건설경영 정치 시뮬레이션 게임의 하나로, 림빅 엔터테인먼트가 개발하고 Kalypso Media가 배급하였으며, E3 2017에서 발표되었다. 원래 2018년 릴리스를 염두에 둔 트로피코 6는 2019년 3월 마이크로소프트 윈도우, macOS, 리눅스용으로 출시되었으며 2019년 9월 플레이스테이션 4, 엑스박스 원용으로 출시되었다.

## 게임플레이
이 시리즈의 다른 게임들과 비슷하게 플레이어는 트로피코 국가의 카리브해 섬의 지도자 엘 프레지던트(El Presidente)의 역할을 맡게 된다. 트로피코 5처럼 4개의 시대가 있다: 식민지 시대, 세계 전쟁 시대, 냉전 시대, 현대 시대. 트로피코가 오직 하나의 섬으로 구성되었던, 이전 시리즈 게임들과 달리 트로피코 6는 더 작은 섬들로 이루어진 군도에서 건설이 가능하며 플레이어는 자신이 시작하는 섬에서부터(세계 전쟁 시대 이후) 군도의 다른 섬들에 이르기까지 다리를 건설할 수 있다.

## 평가
이 게임은 리뷰 애그리게이터 웹사이트 메타크리틱에 따르면 비평가들로부터 대체적으로 호의적인 평가를 받았다. PC 버전은 62개의 리뷰에 기반하여 100점 중 78점을 받았다. 같은 사이트에서 일반 사용자들을 대상으로 한 평점은 보통이었다. PC 버전은 113개 리뷰에 기반하여 6.6점을 받았다. 트로피코 6는 프랜차이즈 작품 가운데 가장 빠르게 판매된 게임이며 트로피코 5 데뷔때보다 50% 더 높은 수익률을 보였다.